# Фредерік (Меріленд)
Фредерік (англ. Frederick) — місто (англ. city) в США, в окрузі Фредерік, третє за населенням місто штату Меріленд. Населення — 78 171 особа (2020). Займає площу 52,9 км².
У місті розташовані Муніципальний Аеропорт Фредеріка (FDK), функцією якого, є, переважно, обслуговування повітряного руху, а також об'єкт Армії США Форт Детрік, найбільший роботодавець в окрузі.

## Географія
Фредерік розташований за координатами 39°25′59″ пн. ш. 77°24′46″ зх. д. / 39.43306° пн. ш. 77.41278° зх. д. (39.433086, -77.412758).  За даними Бюро перепису населення США в 2010 році місто мало площу 57,49 км², з яких 56,95 км² — суходіл та 0,53 км² — водойми. В 2017 році площа становила 60,43 км², з яких 59,97 км² — суходіл та 0,46 км² — водойми.

### Клімат
| Клімат : Фредерік            | Клімат : Фредерік | Клімат : Фредерік | Клімат : Фредерік | Клімат : Фредерік | Клімат : Фредерік | Клімат : Фредерік | Клімат : Фредерік | Клімат : Фредерік | Клімат : Фредерік | Клімат : Фредерік | Клімат : Фредерік | Клімат : Фредерік | Клімат : Фредерік |
| Показник                     | Січ.              | Лют.              | Бер.              | Квіт.             | Трав.             | Черв.             | Лип.              | Серп.             | Вер.              | Жовт.             | Лист.             | Груд.             | Рік               |
| Абсолютний максимум, °C      | 23,3              | 26,1              | 30,6              | 34,4              | 36,1              | 38,3              | 41,1              | 40,0              | 37,8              | 32,8              | 28,3              | 25,0              | 41,1              |
| Середній максимум, °C        | 5,0               | 7,8               | 13,3              | 19,4              | 25,0              | 29,4              | 31,7              | 30,6              | 26,7              | 20,0              | 13,9              | 7,8               | 19,3              |
| Середній мінімум, °C         | −3,9              | −2,8              | 1,7               | 6,7               | 12,2              | 16,7              | 19,4              | 18,9              | 15,0              | 8,3               | 3,3               | −1,1              | 7,9               |
| Абсолютний мінімум, °C       | −23,3             | −20               | −16,1             | −6,7              | −1,1              | 5,0               | 8,3               | 6,7               | 1,1               | −5                | −11,1             | −22,2             | −23,3             |
| Норма опадів, мм             | 79                | 69                | 89                | 84                | 107               | 99                | 89                | 74                | 97                | 84                | 84                | 86                | 1041              |
| ---------------------------- | ----------------- | ----------------- | ----------------- | ----------------- | ----------------- | ----------------- | ----------------- | ----------------- | ----------------- | ----------------- | ----------------- | ----------------- | ----------------- |
| Джерело: The Weather Channel |                   |                   |                   |                   |                   |                   |                   |                   |                   |                   |                   |                   |                   |

## Демографія
Згідно з переписом 2010 року, у місті мешкало 65 239 осіб у 25 352 домогосподарствах у складі 15 349 родин. Густота населення становила 1135 осіб/км².  Було 27559 помешкань (479/км²).
Расовий склад населення:
| - 63,9 % — білих - 18,6 % — чорних або афроамериканців - 5,8 % — азіатів - 0,5 % — корінних американців - 0,1 % — вихідців з тихоокеанських островів - 7,1 % — осіб інших рас |

До двох чи більше рас належало 4,0 %. Частка іспаномовних становила 14,4 % від усіх жителів.
За віковим діапазоном населення розподілялося таким чином: 23,7 % — особи молодші 18 років, 65,5 % — особи у віці 18—64 років, 10,8 % — особи у віці 65 років та старші. Медіана віку мешканця становила 34,6 року. На 100 осіб жіночої статі у місті припадало 93,2 чоловіків;  на 100 жінок у віці від 18 років та старших — 90,3 чоловіків також старших 18 років.
Середній дохід на одне домашнє господарство  становив 79 444 долари США (медіана — 64 700), а середній дохід на одну сім'ю — 89 800 доларів (медіана — 75 086). Медіана доходів становила 51 328 доларів для чоловіків та 45 823 долари для жінок. За межею бідності перебувало 11,4 % осіб, у тому числі 17,8 % дітей у віці до 18 років та 8,2 % осіб у віці 65 років та старших.
Цивільне працевлаштоване населення становило 35 945 осіб. Основні галузі зайнятості: освіта, охорона здоров'я та соціальна допомога — 22,6 %, науковці, спеціалісти, менеджери — 15,5 %, роздрібна торгівля — 10,6 %, мистецтво, розваги та відпочинок — 10,3 %.

## Міста-побратими
Фредерік є містом-побратимом для:
- Німеччина Шіфферштадт (нім. Schifferstadt), ФРН
- Бразилія Акірас (порт. Aquiraz), Бразилія

## Відомі особистості
У поселенні народився:
- Енох Луїс Лоу (1820—1892) — американський політик.
- Джо Бассард (1936—2022) — американський колекціонер платівок зі швидкістю 78 об/хв.